# Pyrjatynský rajón
Pyrjatynský rajón (ukrajinsky Пирятинський район) byl rajón v Poltavské oblasti na Ukrajině. Hlavním městem byl Pyrjatyn a rajón měl přibližně 32 tisíc obyvatel. 

## Sídla v rajónu
- Pyrjatyn